# ماترا کالچو
ماترا کالچو (به ایتالیایی: Matera Calcio) باشگاه فوتبال ایتالیایی‌ست که در شهر ماترا، ناحیه باسیلیکاتا قرار دارد. ماترا در حال حاضر در سری سی بازی می‌کند.